# 岐阜放送曽我屋ラジオ送信所
座標: 北緯35度25分37.1秒 東経136度41分58.2秒 / 北緯35.426972度 東経136.699500度

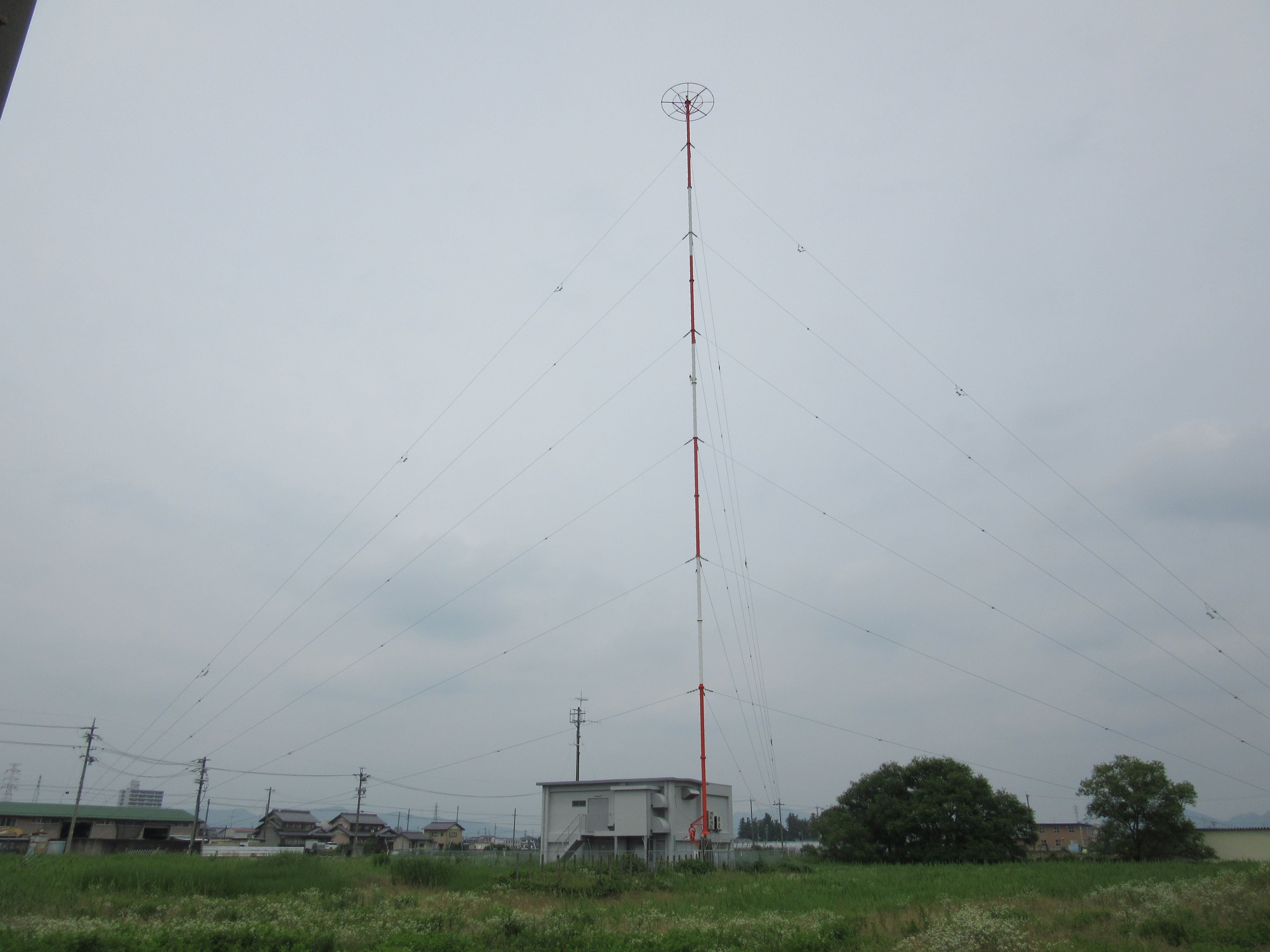
岐阜放送曽我屋ラジオ送信所

岐阜放送曽我屋ラジオ送信所（ぎふほうそうそがやラジオそうしんじょ）は、岐阜県岐阜市に置かれているぎふチャンのAMラジオ主幹送信所。

## 送信所概要
| 放送局名                             | コールサイン | 周波数 （kHz） | 空中線 電力 | 放送対象地域 | 放送区域 内世帯数 |
| ------------------------------------ | ------------ | -------------- | ----------- | ------------ | ----------------- |
| GBS岐阜放送ラジオ 愛称「ぎふチャン」 | JOZF         | 1431           | 5kW         | 岐阜県       | 約1,011,118世帯   |

## 所在地
- 岐阜市曽我屋4丁目135番地

## 特徴
- 岐阜放送のラジオ主幹送信所であり、岐阜県西濃・中濃地方を広範囲にカバーしている。
- 当送信所と多治見中継局・恵那中継局は、精密同一周波数・完全同期放送を行っている。

## 歴史
- 1962年（昭和37年）
  - 7月10日 ラジオ岐阜・曽我屋ラジオ送信所（コールサイン：JOZF・周波数：1430kc（kHzと同義）・出力：1kW）に予備免許交付。
  - 12月15日 試験放送開始。
  - 12月24日 放送開始。
- 1968年（昭和43年）8月 テレビ放送開始に伴い、社名を「ラジオ岐阜」から「岐阜放送」（略称：GBS）に変更。
- 1976年（昭和51年）11月1日 出力を5kWに増強、多治見中継局と精密同一周波数・完全同期放送を開始。
- 1978年（昭和53年）11月23日 周波数を1431kHzに変更。
- 2002年（平成14年）4月27日 恵那中継局と精密同一周波数・完全同期放送を開始。